# Sonico
Sonico là một đô thị trong tỉnh tỉnh Brescia thuộc vùng Lombardia, Ý. Đô thị này có diện tích 60 km², dân số 1208 người. Các đơn vị dân cư trực thuộc là: Rino, Garda, Comparte.
Các đô thị giáp ranh gồm: Berzo Demo, Cevo, Edolo, Malonno, Saviore dell'Adamello.